# Käte Bombach
Käte Bombach (geborene Bentien, * 25. Dezember 1913 in Hamburg; † 1989 in Berlin) war eine deutsche Gewerkschafterin (FDGB).

## Leben
Bombach entstammte einer Arbeiterfamilie und absolvierte nach dem Besuch der Volksschule eine kaufmännische Lehre. Sie arbeitete während der Weimarer Republik als Stenotypistin und Kontoristin unter anderem bei der sowjetischen Handelsvertretung in Hamburg und in Rotterdam. Sie wurde 1929 Mitglied des KJVD und trat 1931 der KPD bei.
Nach dem Krieg arbeitete sie 1945/46 als Sekretärin und Sachbearbeiterin beim Bezirksamt Berlin-Treptow. Sie wurde 1945 Mitglied des FDGB und 1946 der SED. 1946/47 war sie Mitglied und Hauptabteilungsleiterin des Zentralvorstandes der Gewerkschaft der Angestellten, 1947/48 Hauptabteilungsleiterin im FDGB-Bundesvorstand. 1949/50 war sie als Mitarbeiterin in der Abteilung Arbeit und Sozialfürsorge des Zentralsekretariats des SED-Parteivorstandes beschäftigt. Von 1950 bis 1952 fungierte sie als Vorsitzende des Bezirksvorstandes Potsdam der IG Textil-Bekleidung-Leder und von 1952 bis 1957 war sie Abteilungsleiterin für Arbeit und Berufsausbildung beim Rat des Bezirkes Cottbus. Ein Fernstudium an der Deutschen Akademie für Staats- und Rechtswissenschaft in Potsdam-Babelsberg schloss sie 1960 als Diplom-Staatswissenschaftlerin ab. Von September 1957 bis Dezember 1961 war sie Mitglied des Präsidiums und Sekretärin für Frauenfragen des FDGB-Bundesvorstandes. Am 14. Oktober 1957 wurde sie auf dem IV. Weltgewerkschaftskongress in Leipzig mit Herbert Warnke und Rudolf Kirchner zum Mitglied des WGB-Generalrates gewählt. Im Dezember 1961 schied sie „auf eigenen Wunsch aus gesundheitlichen Gründen“ aus ihren gewerkschaftlichen Funktionen aus.
Im Februar 1962 wurde sie zur Sekretärin des Rates des Stadtbezirkes Berlin-Lichtenberg gewählt.
Käte Bombach war mit dem Gewerkschafter Erich Bombach verheiratet. Beide wurden in der Gräberanlage für Opfer des Faschismus und Verfolgte des Naziregimes auf dem Zentralfriedhof Friedrichsfelde beigesetzt.

## Auszeichnungen
- Vaterländischer Verdienstorden in Silber (1979)

## Weblink
- Andreas Herbst: Bombach, Käthe. In: Dieter Dowe, Karlheinz Kuba, Manfred Wilke (Hrsg.): FDGB-Lexikon. Funktion, Struktur, Kader und Entwicklung einer Massenorganisation der SED (1945–1990). Berlin 2009, ISBN 978-3-86872-240-6.